# Marone Cinzano
I Marone e i Cinzano si unirono in un'influente famiglia alla fine dell'Ottocento attraverso il matrimonio di Alberto Marone (agiato personaggio di origine meridionale) con l'ultima dei Cinzano, Paolina. Dall'unione nacquero Enrico Eugenio e Alfredo. I due fratelli utilizzarono i due cognomi insieme e il primo ricevette, nel 1940, dal re d'Italia Vittorio Emanuele III il titolo comitale.

## Storia
I Cinzano acquistarono notorietà dal 1757 con l'azienda alimentare produttrice di vini e spumanti costituita dai fratelli Carlo e Giovanni, figli di Giovanni Battista (che già preparava rosoli), i cui antenati risiedevano a Pecetto Torinese: la tenuta di Santa Vittoria d'Alba fu ceduta dai Savoia per la loro attività.
L'autorevolezza della casata aumentò per i rapporti amichevoli con alcuni membri della famiglia reale italiana e un prestigioso matrimonio principesco.
Il primo conte Enrico Eugenio sposò la quartogenita dell'esiliato (a Roma) re di Spagna Alfonso XIII l'infanta Maria Cristina che gli darà quattro figlie. La prima consorte era stata Noemi Rosa Accolta Mansilla, madre del continuatore della stirpe Alberto che da Cristina Camerana avrà l'attuale capo della casa conte Enrico, sposo di Mafalda d'Assia-Cassel, discendente dalla regina Vittoria del Regno Unito.
L'amicizia dei Marone Cinzano con esponenti di Casa Savoia è dimostrata anche dalla circostanza che i principi di Piemonte Umberto e Maria José del Belgio trascorsero, nel gennaio 1930, la luna di miele nella villa della contessa Paola a Courmayeur, dove più tardi saranno raggiunti dai loro amici torinesi, tra cui gli Agnelli, cugini dell'anfitrione.
I Marone Cinzano risiedevano principalmente nel palazzo torinese o nella palazzina, come nel castello omonimo durante il periodo estivo. La tomba di famiglia si trova nel cimitero monumentale di Torino, in cui è stata tumulata anche l'infanta Maria Cristina, morta nel 1996 a Madrid mentre era in visita al sovrano spagnolo Juan Carlos I, suo nipote.

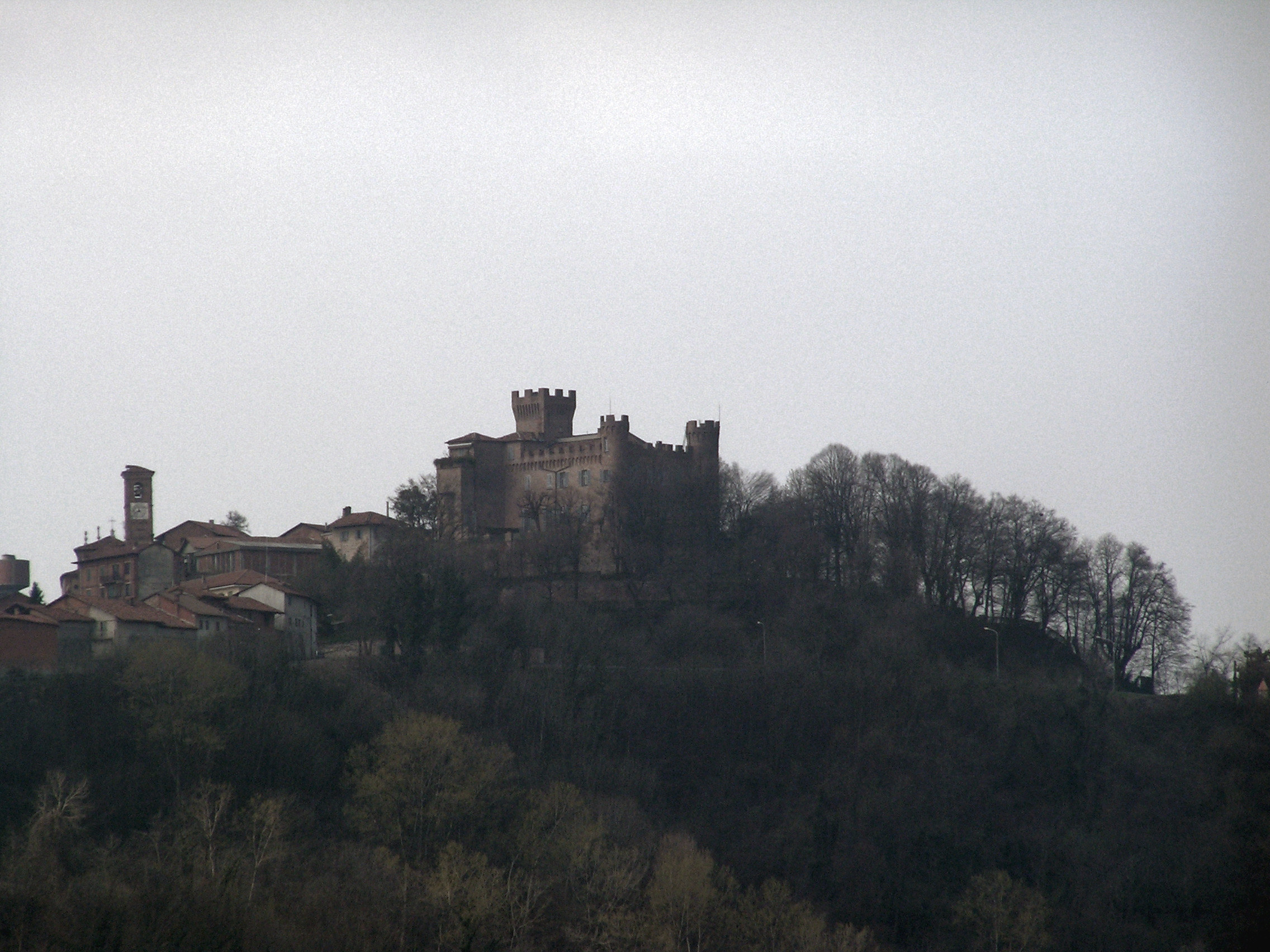
Il castello di Cinzano
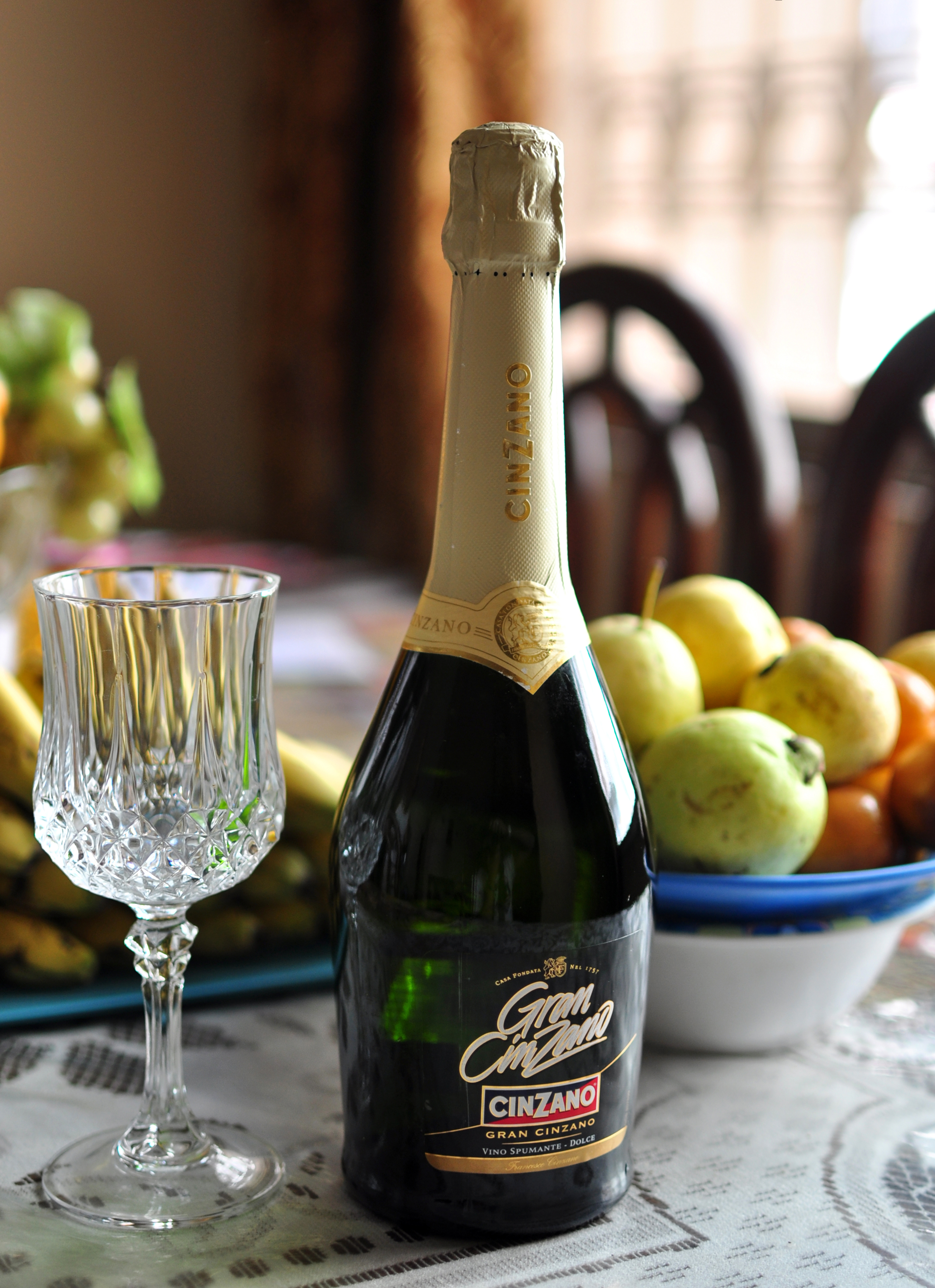
Il famoso spumante
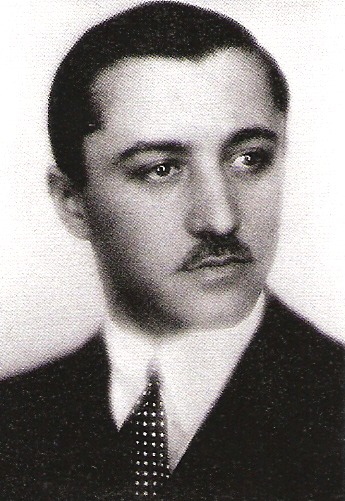
Il primo conte Enrico Eugenio
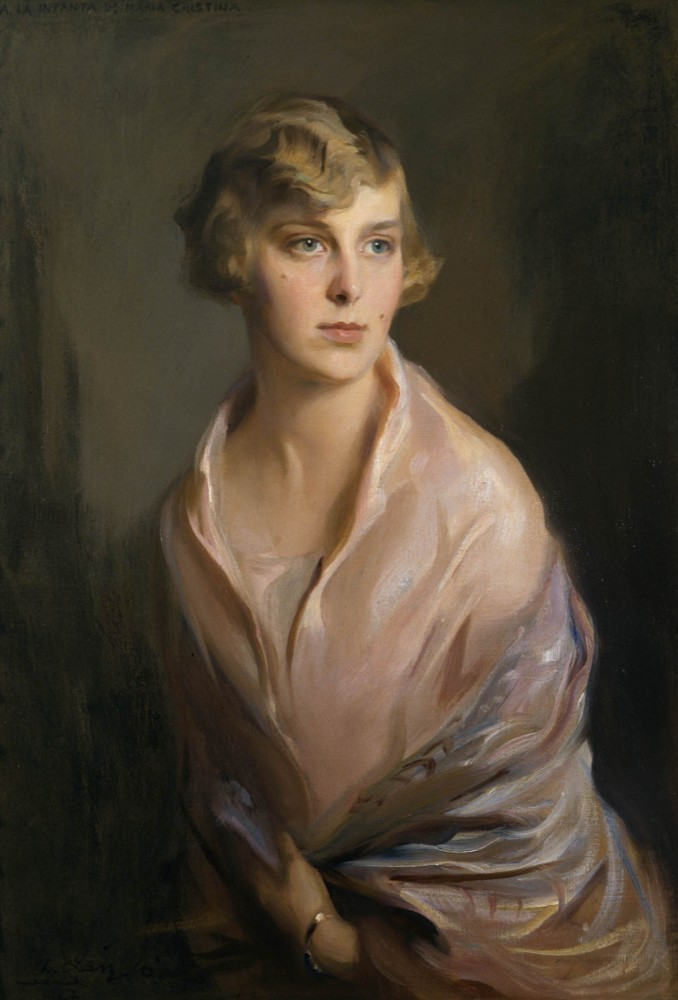
L'infanta Maria Cristina
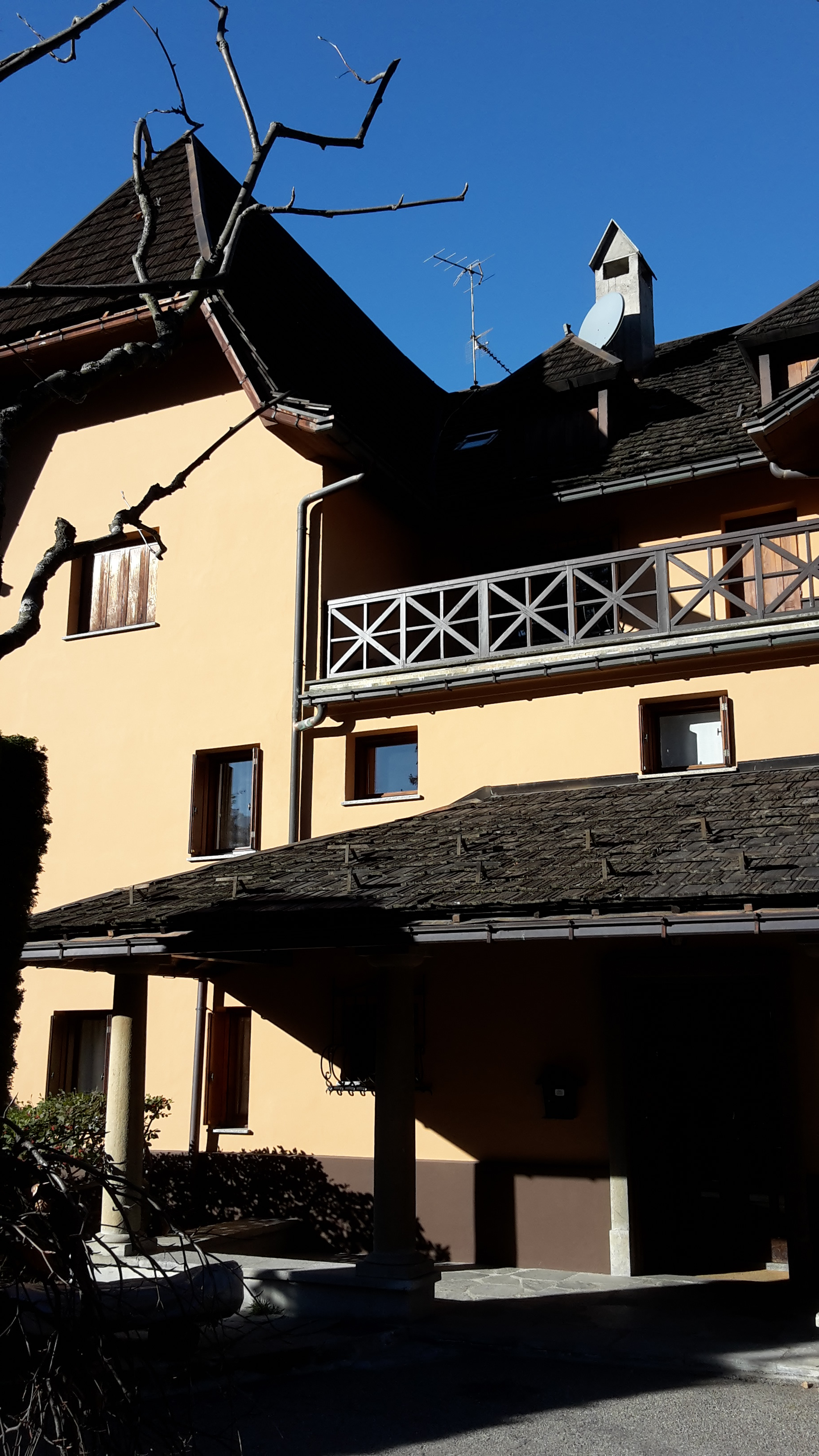
Villa Marone Cinzano a Courmayeur